# 米罗斯拉夫·瓦尔加
米罗斯拉夫·瓦尔加（捷克語：Miroslav Varga，1960年9月21日—），捷克男子射击运动员。他曾代表捷克斯洛伐克、捷克参加1988年、1992年和2008年夏季奥林匹克运动会射击比赛，其中1988年奥运会获得一枚金牌。